# Polling (Mühldorf am Inn)
Polling è un comune tedesco di 3 416 abitanti, situato nel land della Baviera.